# Frank Wieneke
Frank Wieneke (Hannover, RFA, 31 de enero de 1962) es un deportista alemán que compitió para la RFA en judo.
Participó en dos Juegos Olímpicos de Verano en los años 1984 y 1988, obteniendo dos medallas, oro en Los Ángeles 1984 y plata en Seúl 1988. Ganó tres medallas en el Campeonato Europeo de Judo entre los años 1986 y 1989.

## Palmarés internacional
| Juegos Olímpicos   | Juegos Olímpicos             | Juegos Olímpicos | Juegos Olímpicos |
| Año                | Lugar                        | Medalla          | Categoría        |
| ------------------ | ---------------------------- | ---------------- | ---------------- |
| 1984               | Los Ángeles (Estados Unidos) | Medalla de oro   | –78 kg           |
| 1988               | Seúl (Corea del Sur)         | Medalla de plata | –78 kg           |
| Campeonato Europeo |                              |                  |                  |
| Año                | Lugar                        | Medalla          | Categoría        |
| 1986               | Belgrado (Yugoslavia)        | Medalla de oro   | –78 kg           |
| 1988               | Pamplona (España)            | Medalla de plata | –78 kg           |
| 1989               | Helsinki (Finlandia)         | Medalla de plata | –78 kg           |